# Socotracris kleukersi
Socotracris kleukersi is een rechtvleugelig insect uit de familie krekels (Gryllidae). De wetenschappelijke naam van deze soort is voor het eerst geldig gepubliceerd in 2012 door Felix & Desutter-Grandcolas.